# Attila Varga
Attila Varga (n. 21 aprilie 1963, Satu Mare, România) este un fost deputat român în legislaturile 1990-2012, ales în județul Satu-Mare pe listele partidului UDMR. În perioada 2016-2025 Attila Varga a exercitat funcția judecător al Curții Constituționale, fiind numit de Camera Deputaților.